# Wahlkreis Coatbridge and Chryston (Schottisches Parlament)
| Coatbridge and Chryston                          |
| ------------------------------------------------ |
| Coatbridge and Chryston · Central Scotland       |
| Gebildet                                         |
| 1999                                             |
| Abgeordneter                                     |
| Fulton MacGregor (SNP)                           |
| Regionen                                         |
| North Lanarkshire East Dunbartonshire (bis 2011) |

Coatbridge and Chryston ist ein Wahlkreis für das Schottische Parlament. Er wurde 1999 als einer von zehn Wahlkreisen der Wahlregion Central Scotland eingeführt. Coatbridge and Chryston ist einer von fünf Wahlkreisen innerhalb der Council Area North Lanarkshire. Der Wahlkreis entsendet einen Abgeordneten.
Vor der Revision im Jahre 2011 umfasste der Kreis im Nordwesten auch ein kleines Gebiet der Region East Dunbartonshire, welches nun Teil des Wahlkreises Strathkelvin and Bearsden ist. Coatbridge die größte Stadt innerhalb der Grenzen von Coatbridge and Chryston. Chryston liegt im Westen des Wahlkreises.
Der Wahlkreis erstreckt sich über eine Fläche von 54,3 km2. Im Jahre 2020 lebten 73.461 Personen innerhalb seiner Grenzen.

## Wahlergebnisse

### Parlamentswahl 1999
| Ergebnisse der Parlamentswahl 1999 | Ergebnisse der Parlamentswahl 1999 | Ergebnisse der Parlamentswahl 1999 | Ergebnisse der Parlamentswahl 1999 |
| Partei                             | Kandidat                           | Stimmen                            | %                                  |
| ---------------------------------- | ---------------------------------- | ---------------------------------- | ---------------------------------- |
| Labour                             | Elaine Smith                       | 17.923                             | 59,4                               |
| SNP                                | Peter Kearney                      | 7519                               | 24,9                               |
| Conservative                       | Gordon Lind                        | 2867                               | 9,5                                |
| Liberal Democrats                  | Jane Hook                          | 1889                               | 6,3                                |
| Wahlbeteiligung: 30.198 (57,28 %)  |                                    |                                    |                                    |

### Parlamentswahl 2003
| Ergebnisse der Parlamentswahl 2003 | Ergebnisse der Parlamentswahl 2003 | Ergebnisse der Parlamentswahl 2003 | Ergebnisse der Parlamentswahl 2003 | Ergebnisse der Parlamentswahl 2003 |
| Partei                             | Kandidat                           | Stimmen                            | %                                  | ±                                  |
| ---------------------------------- | ---------------------------------- | ---------------------------------- | ---------------------------------- | ---------------------------------- |
| Labour                             | Eleine Smith                       | 13.422                             | 56,3                               | −3,1                               |
| SNP                                | James Gribben                      | 4851                               | 20,3                               | −4,6                               |
| Conservative                       | Donald Reece                       | 2041                               | 8,6                                | −0,9                               |
| Socialist                          | Gordon Martin                      | 1911                               | 8,0                                | +8,0                               |
| Liberal Democrats                  | Kevin Lang                         | 1637                               | 6,9                                | +0,6                               |
| Wahlbeteiligung: 23.862 (46,32 %)  |                                    |                                    |                                    |                                    |

### Parlamentswahl 2007
| Ergebnisse der Parlamentswahl 2007 | Ergebnisse der Parlamentswahl 2007 | Ergebnisse der Parlamentswahl 2007 | Ergebnisse der Parlamentswahl 2007 | Ergebnisse der Parlamentswahl 2007 |
| Partei                             | Kandidat                           | Stimmen                            | %                                  | ±                                  |
| ---------------------------------- | ---------------------------------- | ---------------------------------- | ---------------------------------- | ---------------------------------- |
| Labour                             | Elaine Smith                       | 11.860                             | 46,1                               | −10,2                              |
| SNP                                | Frances McGlinchey                 | 7350                               | 28,6                               | +8,3                               |
| Conservative                       | Ross Thomson                       | 2305                               | 9,0                                | +0,4                               |
| Parteilos                          | Julie McAnulty                     | 1843                               | 7,2                                | +7,2                               |
| Liberal Democrats                  | Doreen Nisbet                      | 1519                               | 5,9                                | −1,0                               |
| Scottish Voice                     | Gaille McCann                      | 848                                | 3,3                                | +3,3                               |
| Wahlbeteiligung: 25.725 (47,27 %)  |                                    |                                    |                                    |                                    |

### Parlamentswahl 2011
| Ergebnisse der Parlamentswahl 2011 | Ergebnisse der Parlamentswahl 2011 | Ergebnisse der Parlamentswahl 2011 | Ergebnisse der Parlamentswahl 2011 | Ergebnisse der Parlamentswahl 2011 |
| Partei                             | Kandidat                           | Stimmen                            | %                                  | ±                                  |
| ---------------------------------- | ---------------------------------- | ---------------------------------- | ---------------------------------- | ---------------------------------- |
| Labour                             | Elaine Smith                       | 12.161                             | 52,2                               | +6,1                               |
| SNP                                | John Wilson                        | 9420                               | 40,5                               | +11,9                              |
| Conservative                       | Jason Lingiah                      | 1317                               | 5,7                                | −3,3                               |
| Liberal Democrats                  | Rod Ackland                        | 381                                | 1,6                                | −1,7                               |
| Wahlbeteiligung: 23.279 (45,46 %)  |                                    |                                    |                                    |                                    |

### Parlamentswahl 2016
| Ergebnisse der Parlamentswahl 2016 | Ergebnisse der Parlamentswahl 2016 | Ergebnisse der Parlamentswahl 2016 | Ergebnisse der Parlamentswahl 2016 | Ergebnisse der Parlamentswahl 2016 |
| Partei                             | Kandidat                           | Stimmen                            | %                                  | ±                                  |
| ---------------------------------- | ---------------------------------- | ---------------------------------- | ---------------------------------- | ---------------------------------- |
| SNP                                | Fulton MacGregor                   | 13.605                             | 48,0                               | +7,5                               |
| Labour                             | Elaine Smith                       | 9.826                              | 34,7                               | −17,6                              |
| Conservative                       | Robyn Halbert                      | 2.868                              | 10,1                               | +4,5                               |
| Scottish Green                     | John Wilson                        | 1.612                              | 5,7                                | +5,7                               |
| Liberal Democrats                  | Jenni Lang                         | 423                                | 1,5                                | −0,1                               |
| Wahlbeteiligung: 28.334 (52,3 %)   |                                    |                                    |                                    |                                    |

### Parlamentswahl 2021
| Ergebnisse der Parlamentswahl 2021 | Ergebnisse der Parlamentswahl 2021 | Ergebnisse der Parlamentswahl 2021 | Ergebnisse der Parlamentswahl 2021 | Ergebnisse der Parlamentswahl 2021 |
| Partei                             | Kandidat                           | Stimmen                            | %                                  | ±                                  |
| ---------------------------------- | ---------------------------------- | ---------------------------------- | ---------------------------------- | ---------------------------------- |
| SNP                                | Fulton MacGregor                   | 20.577                             | 57,5                               | +9,5                               |
| Labour                             | Michael McPake                     | 11.140                             | 31,1                               | −3,6                               |
| Conservative                       | Gordon Macdonald                   | 3.028                              | 8,5                                | −1,6                               |
| Liberal Democrats                  | Mhairi Macdonald                   | 622                                | 1,7                                | +0,2                               |
| Family                             | Leo Lanahan                        | 411                                | 1,1                                | +1,1                               |
| Wahlbeteiligung: 63 %              |                                    |                                    |                                    |                                    |